# Thunbergia kirkiana
Thunbergia kirkiana är en akantusväxtart som beskrevs av T. Anders.. Thunbergia kirkiana ingår i släktet thunbergior, och familjen akantusväxter. Inga underarter finns listade i Catalogue of Life.